# Jennifer Hudson (album)
Jennifer Hudson is het eerste album van de Amerikaanse actrice en zangeres Jennifer Hudson. Het album behaalde goud in het Verenigd Koninkrijk en de Verenigde Staten.

## Tracklist
1. Spotlight
2. If This Isn't Love
3. Pocketbook (feat. Ludacris)
4. Giving Myself
5. What's Wrong (Go Away) (feat. T-Pain)
6. My Heart
7. You Pulled Me Trough
8. I'm His Only Woman (feat. Fantasia)
9. Can't Stop the Rain
10. We Gon' Fight
11. Invisible
12. And I Am Telling You I'm Not Going
13. Jesus Promised Me a Home Over There
14. All Dressed in Love